# The Lottery Man
The Lottery Man er en amerikansk stumfilm fra 1916 af Leopold Wharton og Theodore Wharton.

## Medvirkende
- Thurlow Bergen som Jack Wright.
- Elsie Esmond som Miss Helen Heyer.
- Oliver Hardy som Maggie Murphy.
- Allan Murnane som Foxey Peyton.
- Lottie Alter som Mrs. Wright.